# Gianni Alemanno

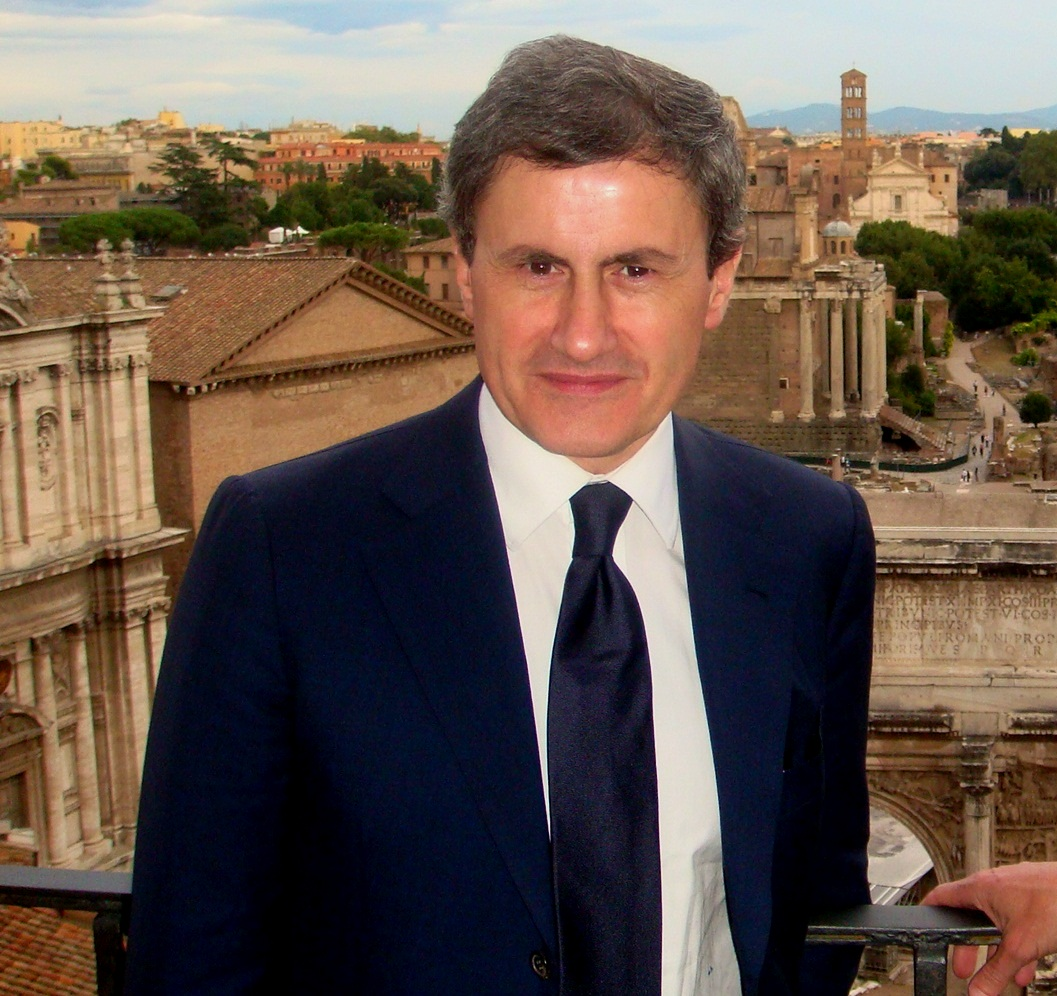
Gianni Alemanno vor dem Forum Romanum (2010)

Giovanni Alemanno (* 3. März 1958 in Bari), genannt Gianni Alemanno, ist ein italienischer Politiker des rechten und nationalkonservativen Spektrums. In Silvio Berlusconis zweitem und drittem Kabinett war er italienischer Land- und Forstwirtschaftsminister (2001–2006). Von 2008 bis 2013 war er Bürgermeister von Rom.

## Politische Karriere
Gianni Alemanno ist Sohn eines Heeresoffiziers, in seiner Kindheit zog die Familie oft um. Ab seinem 12. Lebensjahr wuchs er in Rom auf, wo er das Liceo Augusto Righi im Stadtteil Ludovisi besuchte. Schon früh betätigte er sich politisch in der Fronte della Gioventù, der Jugendorganisation des neofaschistischen Movimento Sociale Italiano (MSI-DN). In dieser Zeit wurde er mehrmals verhaftet, unter anderem in Zusammenhang mit einem tätlichen Angriff auf einen linken Studenten im Jahr 1981 und einem Anschlag mit einem Molotowcocktail auf die sowjetische Botschaft im Jahr 1982. Für letzteren verbrachte er acht Monate in Haft. In der Fronte della Gioventù war er zunächst römischer Provinzvorsitzender, bevor er von 1988 bis 1991 dessen nationalen Vorsitz übernahm und in diesem Amt Gianfranco Fini folgte.
1990 wurde Alemanno in den Regionalrat der Region Latium und 1994 für die neu gebildete Alleanza Nazionale (AN) in die Abgeordnetenkammer gewählt. Gemeinsam mit anderen Führungspersönlichkeiten des MSI-DN vollzog er in den Jahren 1994 und 1995 die so genannte „Wende von Fiuggi“ (svolta di Fiuggi), die eine Abkehr vom expliziten Faschismus zugunsten einer rechtskonservativen Politik bedeutete. Gleichwohl schloss sich Alemanno innerhalb der neuen Partei dem Flügel Cantiera Italia („Baustelle Italien“) bzw. Destra sociale („soziale Rechte“) an, der möglichst viel von der vormaligen MSI bewahren wollte, am stärksten im Bewegungsfaschismus verhaftet und am wenigsten zu einer Öffnung der Partei bereit war. Neben Francesco Storace war Alemanno wichtigster Exponent dieser Strömung. Zusammen mit Storace gibt er auch die Monatszeitschrift Area über Politik und Kultur heraus.

### Land- und Forstwirtschaftsminister
Nach seiner Wiederwahl als Abgeordneter 1996 und 2001 berief ihn Silvio Berlusconi im Juni 2001 als Land- und Forstwirtschaftsminister in seine Regierung, die bis Mai 2006 amtierte. Parallel dazu absolvierte Alemanno ein Studium des Umweltingenieurwesens an der Universität Perugia, das er 2004 abschloss. Von 2004 bis 2005 übernahm er zudem den stellvertretenden Vorsitz der Alleanza Nazionale.

### Bürgermeister von Rom

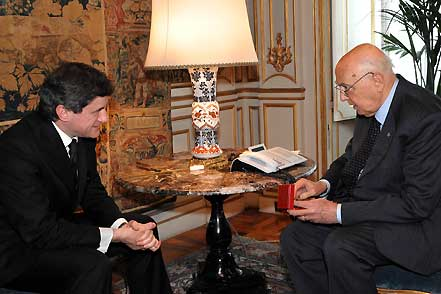
Gianni Alemanno mit dem italienischen Staatspräsidenten Giorgio Napolitano (2008)

Für das Mitte-Rechts-Bündnis Casa delle Libertà kandidierte Alemanno bei den Kommunalwahlen 2006 für das Amt des römischen Bürgermeisters gegen Walter Veltroni, dem er jedoch mit 37,1 % gegen 61,4 % der Stimmen klar unterlag.
Zwei Jahre später trat er erneut an, diesmal für das Popolo della Libertà (PdL). Er erhielt im ersten Wahlgang 40,7 % hinter Francesco Rutelli von der PD mit 45,8 %, konnte sich aber in der Stichwahl am 27. und 28. April 2008 gegen Rutelli mit 53,7 % durchsetzen. Sein Wahlsieg wurde von einigen Anhängern, darunter Skinheads, mit dem römischen Gruß und „Duce! Duce!“-Rufen gefeiert. Darauf angesprochen sagte Alemanno: „Es bringt mich zum Lachen, wenn Leute mich ‚Duce‘ nennen. Ich bin überhaupt nicht faschistisch und ich denke, dass dieses Wort heute in die Geschichtsbücher gehört. Ich habe alle Formen des Totalitarismus zu hassen gelernt, sei es von rechts oder von links.“ Auch als Bürgermeister trug Alemanno stets einen Anhänger in Form eines Keltenkreuzes um den Hals, ein beliebtes Symbol bei italienischen Rechtsextremisten. Laut Alemanno handelt es sich um ein Erinnerungsstück, das er von einem gefallenen Kameraden, der bei einer Demonstration getötet wurde, geschenkt bekommen habe.
Seine Amtszeit war durch zahlreiche Korruptionsskandale überschattet. Als Parentopoli wurde der Skandal bezeichnet, in dem Alemanno vorgeworfen wurde, ehemaligen Weggefährten unabhängig von ihrer Qualifikation tausende lukrative Posten in städtischen Betrieben besorgt zu haben. Seine Wiederwahl 2013 blieb erfolglos. Er musste sich in der Stichwahl am 9. und 10. Juni Ignazio Marino (PD) mit nur 36,1 % geschlagen geben.

### Parteiwechsel ab 2013 und Korruptionsprozess
Im Oktober 2013 trat Alemanno aus der PdL aus und gründete die Kleinpartei Prima l’Italia („Italien zuerst“), die jedoch ohne Wahlerfolge blieb. Im März 2014 trat Prima l’Italia geschlossen der Partei Fratelli d’Italia bei, die in der Tradition der einstigen Alleanza Nazionale steht.
Am 2. Dezember 2014 wurde bekannt, dass die Polizei gegen Alemanno wegen angeblicher Zusammenarbeit mit der Mafia ermittelte. Er erklärte daraufhin seinen Rücktritt von allen politischen Ämtern. In diesem Zusammenhang traten er und seine Gruppe Prima l’Italia auch aus der FdI aus. Im November 2015 gründete er die Partei Azione Nazionale, deren Name auf die einstige Alleanza Nazionale anspielt (gleiche Abkürzung: AN) und der Alemanno anschließend vorstand. Die Azione Nazionale genoss auch die Unterstützung des langjährigen Alleanza-Nazionale-Vorsitzenden Gianfranco Fini, verzeichnete aber keine Wahlerfolge.
Am 4. Juli 2016 begann der Prozess vor einem römischen Gericht gegen ihn. Ihm wurde vorgeworfen, von Salvatore Buzzi, Exponent der sogenannten Mafia Capitale, insgesamt 125.000 Euro Bestechungsgeld angenommen zu haben. Die Azione Nazionale fusionierte im Februar 2017 mit La Destra von Francesco Storace zum Movimento Nazionale per la Sovranità (MNS; Nationale Bewegung für die Souveränität), dem Alemanno wiederum als „Sekretär“ vorstand.
Am 25. Februar 2019 wurde er wegen Korruption und illegaler Parteienfinanzierung zu sechs Jahren Haft verurteilt. Nach Überzeugung des Gerichts hatte er von Buzzi und seinen Mittelsmännern 298.500 Euro erhalten. Dieser Betrag unterliegt der Einziehung. Zudem verhängte das Gericht gegen Alemanno ein unbefristetes Verbot, öffentliche Ämter auszuüben. Er legte gegen das Urteil Berufung ein, zog sich aber „bis zum Freispruch“ aus der Politik zurück. Nachdem das Berufungsgericht das Urteil am 23. Oktober 2020 bestätigt hatte, kündigten Alemannos Anwälte an, vor den Kassationsgerichtshof als höchster Instanz zu ziehen. Am Abend des 31. Dezember 2024 wurde Alemanno wegen Verstoßes gegen Bewährungsauflagen in Rom inhaftiert.

## Privates
Von 1992 bis 2017 war Alemanno mit Isabella Rauti, der Tochter des rechtsextremen Politikers Pino Rauti, verheiratet. Seine Frau trennte sich 1995 vorübergehend von ihm, weil er den Wandel vom MSI zur Alleanza Nazionale mitmachte, statt wie ihr Vater und sie dem Faschismus treu zu bleiben. Sie versöhnten sich aber wieder. Isabella Rauti gehörte von 1995 bis 2004 der von ihrem Vater gegründeten Partei Fiamma Tricolore an, bevor sie auch zur Alleanza Nazionale übertrat.
Sie haben einen gemeinsamen Sohn, Manfredi Alemanno (* 1995), der sich bei der Schülerorganisation des neofaschistischen CasaPound engagierte und für diese 2011 in den Schülerrat der Provinz Rom gewählt wurde. 2013 wurden zwei Polizisten, darunter der Fahrer Gianni Alemannos, wegen Fälschung öffentlicher Urkunden, Begünstigung und Nichtanzeige angeklagt, weil sie vier Jahre zuvor einen faschistischen Überfall auf eine Feier vertuscht haben sollen, an dem Manfredi Alemanno als 14-Jähriger beteiligt gewesen sei.
Seit Ende 2017 ist Alemanno mit der 21 Jahre jüngeren Anwältin und Journalistin Silvia Cirocchi liiert.